# Schnee über Nacht
Schnee über Nacht ist der Titel eines Gemäldes, das die russische Künstlerin Marianne von Werefkin malte. Das Werk gehört zum Bestand einer Privatsammlung und wurde 1980 zum ersten Mal publiziert.

## Technik, Maße und Datierung
Bei der Darstellung handelt es sich um eine Temperamalerei auf Pappe, 60 × 45 cm im Hochformat, die 1917/18 zu datieren ist. Es gibt eine vorausgegangene Skizze in der Fondazione Marianne Werefkin (FMW), in Ascona im Skizzenbuch g/1.

## Ikonografie
Das Bild zeigt eine Szene auf einem hügeligen Gelände über dem Zürichsee. Im Vordergrund schaufeln zwei Männer Schnee. Im Mittelgrund, auf gleicher Ebene mit den Schneeschauflern, steht ein blattloser Baum an dessen Ästen stellenweise der nasse Schnee kleben blieb. Rechts davon, auf der gleichen Ebene, befindet sich ein Haus, das vom rechten Bildrand überschnitten wird. Zu sehen sind das Dach ohne Dachrinne und Fallrohr. Ein kalter Schornstein mit Schneehaube ragt aus dem Dach hervor. Des Weiteren erblickt man im ersten Stock ein sechsteiliges Sprossenfenster mit Gardinen, das mit beidseitigen Fensterläden geschlossen werden kann.
Das Haus ist umgeben von einem roten, relativ hohen Bretterzaun, der an seiner linken Seite von einem grünen, kräftigen Pfosten gehalten wird. Auf diesem wurde das Namensschild des Bewohners angebracht. Davor steht ein Lichtmast mit einer Laterne, deren kegelförmiges Dach in einem Knauf endet.

## Die Schneeschaufler
Bei den Schneeschauflern handelt es sich um zwei Männer, die wie Zwillinge mit geknöpftem Mantel und Gürtel identisch gekleidet sind. Ihr weiter Mantelkragen ist mit Pelz verbrämt, der Hut hat eine breite Krempe, über ihre kurzen Schaftstiefel stülpen sich die Hosenbeine. Ohne wärmende Handschuhe verrichten sie mit nackten Händen ihre Arbeit mit sogen. „Frankfurter Schaufeln“.

## Der Mittelgrund des Bildes
Im Mittelgrund fällt das Gelände nach dem Baum und dem Haus ins Tal zum See hinab. Auf der linken Seite des Bildes findet sich ein dreieckiges Gelände mit einem isoliert stehenden, angeschnittenen Gebäude ohne Fenster. Offensichtlich handelt es sich um eine Scheune, dessen Wände aus längs gesägten Bohlen erstellt wurden. Das gen. Gelände weist an seiner höchsten Stelle vier Koniferen auf. Danach führen drei Wohnhäuser mit Satteldächern auf dem abschüssigen Abhang an Buschwerk vorbei hinab ins Tal. Auf der Talsohle sieht man zunächst zwei weitere Wohnhäuser gleichen Bautyps. Es folgt eine weite freie Fläche, ehe man am Seeufer ein Dorf mit einer Kirche und wenigen Häusern erblickt. Ein einziges Schiff belebt den Zürichsee. Es steuert einen Kurs nach Südwest. Der aus Nordost wehende Wind bestimmt die gleiche Ausrichtung der Rauchfahne des Dampfers. Die Fenster des Oberdecks mit Kommandobrücke und die des Hauptdecks, das vom Bug bis zum Heck verläuft, sind hell erleuchtet. Am gegenüberliegenden Ufer gibt es offensichtlich – von der Künstlerin nicht dezidiert ausgeführt mehrere Siedlungen, ehe die Landschaft mit langgestreckten, flachen Hügeln an einen wolkenlosen Himmel stößt.

## Datierung
Der erste bildliche Hinweis auf eine Datierungsmöglichkeit einen Terminus ante quem   könnten die Knöpfe darstellen, mit denen die Schneeschaufler ihre Mäntel verschlossen haben. Denn der Schweizer „Erfinder“ des Reißverschlusses, Martin Othmar Winterhalter, hatte erst 1923 das Patent dieses modernen Verschlussmittels für Kleidung, Schuhe usw. erworben.
Genaueres über das Datum der Entstehung des Bildes geht aus Jawlenskys Biografie, seinen sogen. „Lebenserinnerungen“, hervor. Der Umzug von Saint-Prex nach Zürich fand frühestens im Oktober 1917 statt. Er berichtet: „In Zürich brach 1917 eine sehr schwere Grippeepidemie aus. Und ich war einer von den ersten Fällen. Ich konnte mich lange Monate nicht erholen und die Ärzte haben mich nach dem Süden, nach Ascona, geschickt. Wir siedelten alle anfangs April 1918 nach Ascona über.“ Demnach malte Werefkin Schnee über Nacht im Winter 1917/18.